# Tarkašnawa

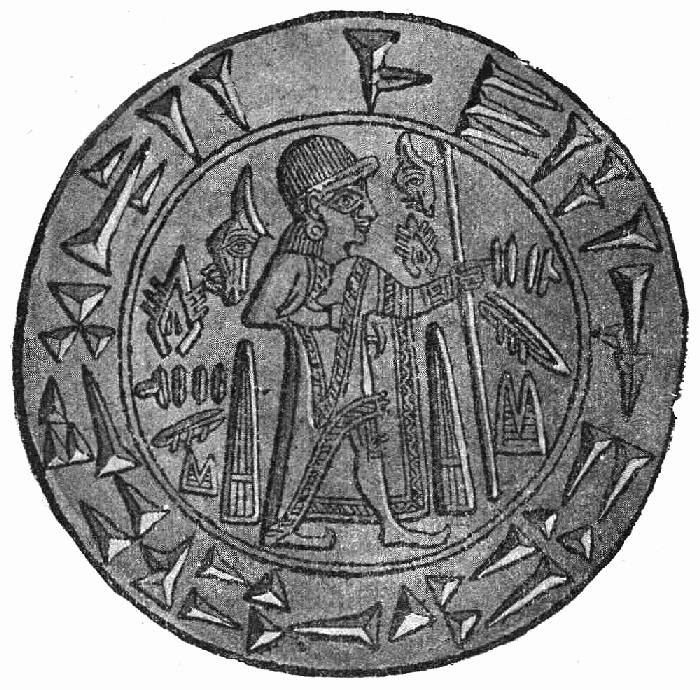
Sceau dit de Tarkondemos, (d'après Élisée Reclus, L’Homme et la Terre, 1905 (tome 2, p. 2-58).

Tarkašnawa, roi de Mira, est considéré comme un personnage historique ayant régné au XIIIe siècle av. J.-C. dans le sud-ouest de l'Asie Mineure. C'est un monarque contemporain à Alaksandu.

### Articles scientifiques
- Trevor. R. Bryce, « A Reinterpretation of the Milawata Letter in the Light of the New Join Piece », Anatolian Studies, vol. 35,‎ 1985, p. 13–23 (ISSN 2048-0849, DOI 10.2307/3642868)

- (en) J. David Hawkins, « Tarkasnawa King of Mira ‘Tarkondemos’, Boǧazköy sealings and Karabel », Cambridge University Press, vol. 48,‎ 1998, p. 1–32 (ISSN 0066-1546, DOI 10.2307/3643046)

- (en) J. David Hawkins, « The Arzawa letters in recent perspective », British Museum Studies in Ancient Egypt and Sudan, vol. 14,‎ 2009, p. 73-83 (lire en ligne [archive], consulté le 19 février 2021)

- (en) John David Hawkins et Anna Morpurgo Davies, « Of Donkeys, Mules and Tarkondemos », Mír curad : studies in honor of Calvert Watkins, Innsbruck, Université d'Innsbruck,‎ 1998, p. 243-260 (ISBN 3-851-24667-5).

- A. H. Sayce., « The Hittite Boss of Tarkondêmos. », Zeitschrift für Assyriologie und Vorderasiatische Archäologie, vol. 1, no 1,‎ 1886 (DOI 10.1515/zava.1886.1.1.380)